# ژیلبرت دوکلو-لاسال
ژیلبرت دوکلو-لاسال (فرانسوی: Gilbert Duclos-Lassalle‎؛ زادهٔ ۲۵ اوت ۱۹۵۴) دوچرخه‌سوار اهل فرانسه است.
از باشگاه‌هایی که در آن رکاب زده‌است می‌توان به تیم دوچرخه‌سواری پژو و تیم دوچرخه‌سواری کردیت اگریکول اشاره کرد.